# Gagata gagata
Gagata gagata és una espècie de peix de la família dels sisòrids i de l'ordre dels siluriformes.

## Morfologia
- Els mascles poden assolir 30,5 cm de longitud total.
- Nombre de vèrtebres: 38-39.[1][2]

## Hàbitat
És un peix demersal i de clima tropical.

## Distribució geogràfica
Es troba a Àsia: l'Índia, Bangladesh i Myanmar.